# Verne (przedsiębiorstwo)
verne – chorwacki startup planujący produkcję elektrycznych robotaksówek, z siedzibą w Svetej Nedelji, działający od 2024 roku. Należy do chorwackiego producenta samochodów Rimac Automobili.

## Historia
Pod koniec czerwca 2024 Mate Rimac zainaugurował powstanie nowego i zarazem drugiego, po Rimac Automobili, przedsięwzięcia skupionego na samochodach elektrycznych. Verne powstało przy współudziale dotychczasowych współpracowników Rimaca, Marko Pejkovicia i Adriano Mudriego, czerpiąc swoją nazwę od nazwiska słynnego francuskiego pisarza Julesa Verne’a. Za cel obrano wdrożenie do produkcji elektrycznych robotaksówek, łączących założenia pojazdu zbudowanego z myślą o pełnieniu funkcji taksówki zapewniającej profesjonalny przewóz ludzi i pojazdu autonomicznego niewymagającego posiadania kierowcy. Kierunek, w jakim utrzymany ma zostać seryjna postać Robotaxi, została zapowiedziana przy okazji przedstawienia prototypu. W pierwszej kolejności seryjne robotaxi ma trafić do użytku w Zagrzebiu w 2026 roku, następnie poszerzając zakres działalności o kolejne miasta w Wielkiej Brytanii, Niemczech i na Bliskim Wschodzie.

## Modele samochodów

### Studyjne
- Verne Robotaxi (2024)